# Cionus linariae
Cionus linariae là loài côn trùng thuộc nhóm Bọ cánh cứng. Loài này được Germar, E.F. mô tả lần đầu tiên vào năm 1821.